# Trichilia acuminata
Trichilia acuminata là một loài thực vật thuộc họ Meliaceae. Loài này có ở Colombia và Panama.